# Оффа (король Эссекса)
Оффа (англ. Offa) — король Эссекса (709—709); святой (день памяти — 15 декабря).

## Биография
Сын короля Сигхера. Стал единоличным правителем Эссекса после смерти Свефреда и Сигехерда, вероятно, в 709 году, хотя Д. Х. Кирби датирует его правление 705-709 годами, а Саймон Кейнс — 694-709 годами. По-видимому, эта путаница возникла из-за того, что при жизни Свефреда и Сигхерда Оффа правил какими-то землями в Эссексе и Хвикке и подписывал грамоты, используя королевский титул, хотя, скорее всего, не имел такой власти.
Заняв престол Эссекса, Оффа почти сразу же отрёкся от него и отправился в паломничество в Рим вместе с Кенредом, королём Мерсии. Там постригся в монахи и вскоре умер.
Беда Достопочтенный в «Церковной истории народа англов» описывал его как прекрасного и искреннего юношу, сына Сигхера и святой Оситы (память 7 октября), более всего достойного, чтобы быть королём. 